# Митнически съюз между Русия, Беларус и Казахстан
Митническият съюз между Русия, Беларус и Казахстан е сформиран официално на 1 януари 2010 г. и е първата стъпка към създаването на икономически съюз между повечето бивши съветски републики. Идеята на този съюз е да наподобява като тип Европейския, но с амбицията да бъде по-мащабен и съответно по-силен. Държавите членки на Митническия съюз работят в посока на икономическа интеграция, като са се задължили да премахнат всички митнически граници помежду си след юли 2011 г. На 19 ноември същата година държавите членки, съставят съвместна Комисия за насърчаване на по-тесните икономически връзки, планирайки да създадат Евразийски съюз до 2015 година. От 1 януари 2012 г. трите страни са в единно икономическо пространство, наречено Евразийска икономическа общност, с цел насърчаването на по-нататъчна икономическа интеграция.
Евроазиатската икономическа комисия е регулаторна агенция за Митническия съюз и Евразийската икономическа общност.
САЩ твърдо се противопоставя на Митническия съюз, защото смята, че това е опит за създаване на подобен на СССР съюз между бившите съветски държави.

## Пазарен достъп
Достъпът на продукти до територията на Митническия съюз се разрешава след доказването, че съответстният продукт е съвместим с изискванията на Техническите правила на съюза. От 31 декември 2012 г. техническият правилник за пазарен достъп се разработва така, че да обхване различни видове продукти и сфери, част от правилата вече са влезли в сила, а други ще влязат в периода до 2015 г. Все още се работи по усъвършенстването на Техническите правила.
Преди Техническият правилник да влезе в сила, следните одобрения са основа за достъп до страните-членки на Митнически съюз:
1. Национални одобрения/удостоверения – те могат да бъдат използвани за достъп на продукт в страната, където е било издадено съответното одобрение/удостоверение.
2. Одобрения/ удостоверения на Митнически съюз, издадени в съответствие със „Списъкът на продукти, които подлежат на задължително одобрение и са в съответствие с рамковите норми на Митническия съюз“ – такъв сертификат/удостоверение е валиден и в трите държави членки.

## Международни пътувания
Гражданите на страните-членки на съюза могат да пътуват до други държави членки само с вътрешен паспорт, без международен паспорт. Въпреки че в момента Русия позволява на гражданите на други държави от Общността на независимите държави (ОНД) да посещават Митническия съюз без паспорт, се очаква, че след 2015 г. само гражданите на съюза ще имат тази привилегия.

## Разширяване
Президентът на Русия Владимир Путин заявява, че целта му е да разшири Митническия съюз, включвайки всички постсъветски държави, с изключение на трите държави членки на ЕС.

### Армения
Армения се опитва да постигне търговски споразумения както с Европейския съюз, така и с Митническия съюз. На 11 септември 2012 г. Армения ратифицира споразумението си с ОНД спрямо Договорът за зона за свободна търговия и цели да подпише споразумение за асоцииране с ЕС.
През декември 2012 г. председателят на Руския Съвет на федерацията Валентина Матвиенко посочва, че арменското членство както в Митническия съюз, така и в Евразийската икономическа общност е напълно възможно, въпреки че Армения също така обмисля членството си и в други европейски организации. Арменският президент Серж Саркисян заявява през, че ЕС, ОНД и евразийската интеграция не трябва да се изключват взаимно. На среща между Саркисян и председателя на Управителния съвет на Евразийската икономическата комисия, Виктор Христенко, се обсъжда потенциалната структура на интеграция на Армения с Митническия съюз. Мая Кочиянчич, говорител на Катрин Аштън, Върховен представител на Съюза по въпросите на външните работи и политиката на сигурност на ЕС, предупреждава, че „ако Армения се присъединят към който и да е митнически съюз, това не би било съвместимо със сключване на двустранно, задълбочено и всеобхватно споразумение за свободна търговия с ЕС, защото един митнически съюз има обща външна търговска политика и дадената индивидуална страна-членка няма да има суверенен контрол над своите външни търговски политики." Армения не разполага със сухопътна връзка нито до страна-членка на Европейския съюз, нито до страна-членка на Митническия съюз. На 3 септември 2013 г. Армения обявява решението си да се присъедини към Евразийската икономическа общност. Руското правителство, заявява, че „Армения е решила да се присъедини към Митническия съюз и да предприеме необходимите практически стъпки, впоследствие да участва във формирането на Евразийския икономически съюз." На 2 октомври 2013 г. президентът на Армения Серж Саркисян заявява по време на Парламентарната асамблея на Съвета на Европа, че Армения е готова да подпише споразумение с ЕС. Тогава той планира това да се случи по време Срещата на високо равнище на „Източно партньорство“ във Вилнюс, провело се през ноември 2013 г. Това предложение е отхвърлено от страна на ЕС и всъщност не се подписва никакво споразумение между Армения и ЕС.
Въпреки че търговията на Армения с държави членки на ЕС далеч надвишава търговията ѝ с членки на Евразийска икономическа общност и на Митническия съюз, Армения е зависима от Русия по отношение на своята сигурност.

### Азарбайджан
По последни данни от края на 2013 г. Азербайджан няма планове да се присъединява към Митнически съюз, нито цели подписването на споразумение с ЕС.

### Грузия
През септември 2013 г., по време на интервю, премиерът Бидзина Иванишвили, споменава възможността, страната му да се присъедини към Митническия съюз, заявявайки, че това ще се случи, само ако присъединяването бъде от полза за страната му.

### Киргизстан
Киргизстан заявява желанието си да се присъедини към Митническия съюз. През октомври 2011 г., действащият премиер на Киргизстан обявява, че страната му ще се присъедини към съюза и че процесът е договорен с премиерите на останалите страни-членки. Присъединяването е планирано за началото на 2014 г.

### Молдова
Проучване на общественото мнение, проведено от румънска социологическа компания е показало, че 48% от молдовските граждани подкрепят присъединяването на страната към Митническия съюз, а 42% биха избрали за партньор Европейския съюз. Консултативен референдум за външната политика на Република Молдова ще се проведе на 2 февруари 2014 г. в Териториална административна единица Гагаузия. Решението за разработване на референдум е взето през 2013 г. от Народното събрание в Гагаузия. По този начин, гражданите от региона ще трябва да избират между Евроазиатския или Европейския съюз.

### Таджикистан
Таджикистан планира да се присъедини към Митническия съюз още от 2012 г., но поради липсата на обща граница с всяка настояща държава членка, трябва да изчака, евентуалното присъединяване на Киргизстан, който граничи с настояща държава членка – Казахстан, за да може това да се случи.

### Туркменистан
Туркменистан не е заявила конкретно мнение и няма бъдещи планове да стане част от Митническия съюз.

### Украйна
Украинският президент Виктор Янукович заявява, (през ноември 2010 г. и през март 2012 г.), че Украйна може да се присъедини към Митническия съюз в бъдеще, но, че Конституцията на Украйна не им позволява да се присъединят. Потенциалното Споразумение за асоцииране на Украйна с Европейския съюз се разглежда от ЕС като несъвместимо с участието на страната в Митническия съюз на Русия, Казахстан и Беларус. През януари 2013 г. президентът Янукович заявявая, че е отменил посещението си в Москва през декември 2012 г., защото страната му все още не е готова да се присъедини към Митническия съюз. Той добавя, че Украйна се опитва да отговори на законовите изисквания на Митническия съюз без да навреди на други международни споразумения и че „специалисти от двете страни – Украйна и Русия, в момента работят по този въпрос“. Въпреки това, той не се ангажира Украйна да се присъедини към съюза.
В края на 2013 г. след като европейските и американски представители провеждат разговори с украинския президент Янукович в Киев, Путин изтъква икономическите ползи, които дадена държава може да добие, ако се присъедини към Митническия съюз, насочвайки изказването си именно към Украйна.
Амбицията на Путин за създаване на Евразийски съюз, простиращ се от Тихия океан към източните граници на ЕС зависи до голяма степен от това дали Украйна ще подпише с Русия. Украйна е богата на минерални ресурси и разполага с голям пазар.
Предвид на случилите се протести по улиците на Киев и факта, че някои искат оставката на Янукович, дипломатическата битка за съдбата на Украйна все още не е с ясен край.

### Узбекистан
Узбекистан в продължение на много години е против пълното участие в икономически и военни регионални съюзи и по-специално тези, доминирана от Русия.
В края на 2013 г. говорителят на Сената на Узбекистан Илгиазар Собиров заявява, че страната е положително настроена към присъединяване към Митническия съюз.

### Виетнам
През юли 2012 г. виетнамският президент Чъонг Тан Санг посочва, че Виетнам може да се присъедини към Митническия съюз: „Ако има политическа воля от страна на властите в държавата ни, както и от страна на партньорите ни в Беларус и Казахстан, то ние скоро ще бъдем в състояние да започнем този процес“. Виетнамс оценява времето необходимо за преговори на две години. Стойността на търговията между Виетнам и Митническия съюз през 2011 г. е била 2,24 милиарда щатски долара.
Подобно на Таджикистан и Армения, Виетнам не споделя сухопътна граница с настоящ член на Митнически съюз (макар че, за разлика от първите две, Виетнам може да се стигне от Русия по море, без да се преминава през друга държава).